# برج رندوم هاوس
برج رندوم هاوس آسمان‌خراشی واقع در ایالت نیویورک ایالات متحده آمریکا است. ساخت و ساز این ساختمان در سال ۲۰۰۰ شروع شد و در ۲۰۰۳ به پایان رسید. مساحت زیربنای آن ۷۹٬۹۰۰ متر مربع (۸۶۰٬۰۰۰ فوت مربع) است.